# Koirasaari (ö i Norra Savolax, Varkaus, lat 62,23, long 28,62)
Koirasaari är en ö i Finland. Den ligger i sjön Enonvesi och i kommunen Varkaus i den ekonomiska regionen  Varkaus ekonomiska region  och landskapet Norra Savolax, i den sydöstra delen av landet, 300 km nordost om huvudstaden Helsingfors. Öns area är 12,1 hektar och dess största längd är 0,7 kilometer i öst-västlig riktning.